# Etyek
Etyek es un pueblo húngaro perteneciente al distrito de Bicske, condado de Fejér.

## Superficie
Cuenta con una superficie de 53,27 km².

## Demografía
Hasta 2024 la población era de 4473 habitantes, con una densidad de población de 83,96 hab/km².
| Gráfica de evolución demográfica de Etyek entre 2020 y 2024 |
|                                                             |
| Datos según la Oficina Central de Estadística de Hungría.   |